# Veelikse, Pärnumaa
Veelikse är en ort i Estland. Den ligger i Saarde kommun och landskapet Pärnumaa, i den sydvästra delen av landet, 160 km söder om huvudstaden Tallinn. Veelikse ligger 55 meter över havet och antalet invånare är 141.
Terrängen runt Veelikse är mycket platt. Runt Veelikse är det mycket glesbefolkat, med 3 invånare per kvadratkilometer. Närmaste större samhälle är Kilingi-Nõmme, 14,3 km norr om Veelikse. I omgivningarna runt Veelikse växer i huvudsak blandskog.